# Puthasas Boonpok
Puthasas Boonpok (tiếng Thái: พุทธศาสน์ บุญปก, sinh ngày 1 tháng 4 năm 1980) là một cầu thủ bóng đá người Thái Lan thi đấu ở vị trí thủ môn cho câu lạc bộ tại Thai League 3 Samut Sakhon.